# 国立病院機構大阪南医療センター附属大阪南看護学校

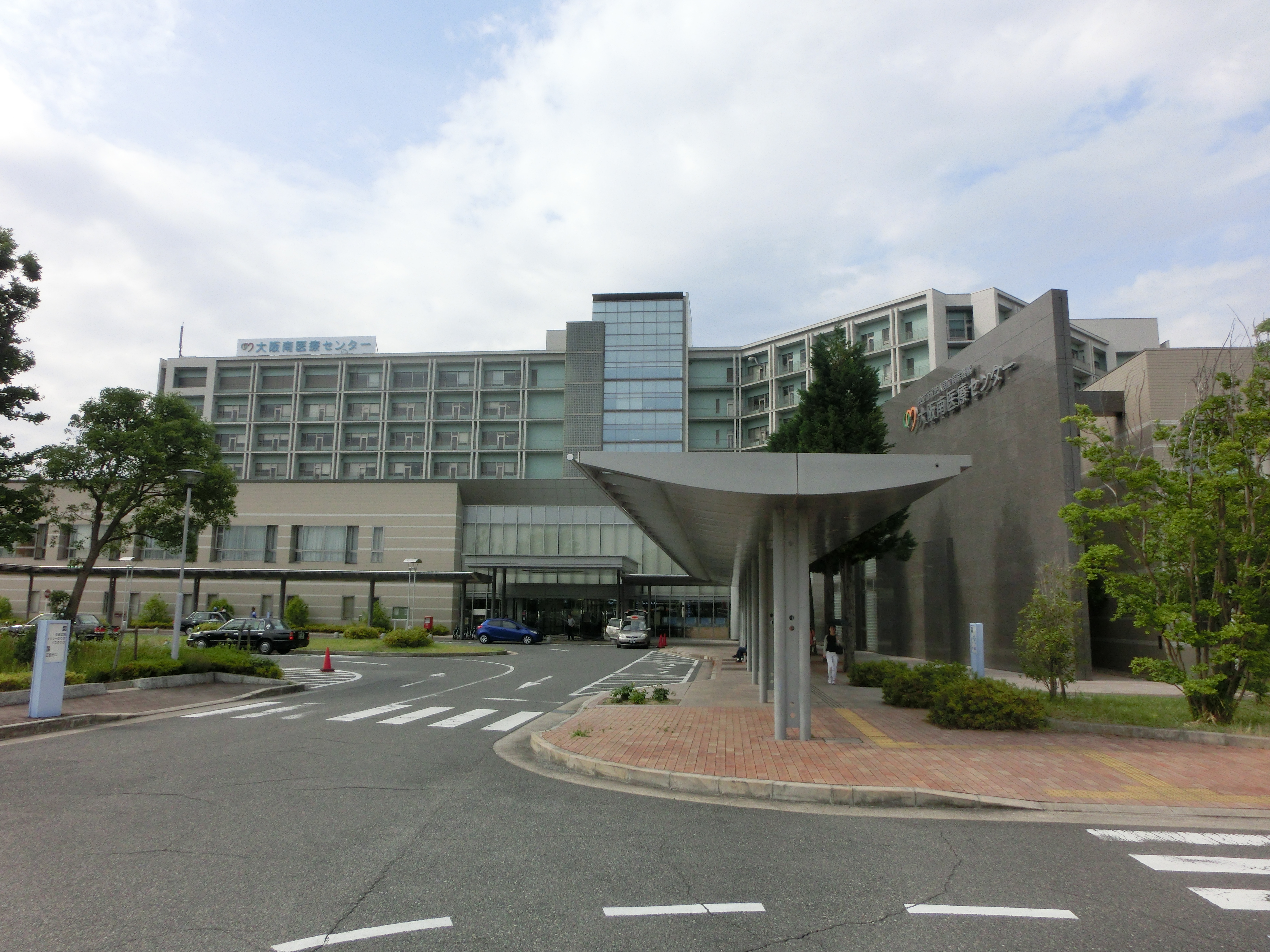
大阪南医療センター

国立病院機構大阪南医療センター附属大阪南看護学校（こくりつびょういんきこうおおさかみなみいりょうセンターふぞくおおさかみなみかんごがっこう）は、かつて独立行政法人国立病院機構が運営し大阪府河内長野市にあった専修学校である。

## 沿革
（この節の出典）
- 1963年（昭和38年）9月1日 - 国立河内長野病院附属高等看護学院（3年課程、入学定員30名）として開設
- 1965年（昭和40年）4月 - 病院の名称変更に伴い、国立大阪南病院附属看護学院に改称
- 1975年（昭和50年）4月 - 厚生省組織規定の改正に伴い、国立大阪南病院附属看護学校に改称
- 2002年（平成14年）4月1日 - 国立療養所近畿中央病院附属看護学校（3年課程、入学定員50名）と統合、国立大阪南病院附属大阪南看護学校と改称し、入学定員80名の大型校となった。
- 2004年（平成16年）4月1日 - 母体病院の設置主体が厚生労働省から独立行政法人国立病院機構に移管され、名称も変更したため、それに伴い独立行政法人国立病院機構大阪南医療センター附属大阪南看護学校に改称。
- 2021年（令和3年）4月 - 2021年度より、社会医療法人ペガサスが学生募集を行い、運営を譲渡[2]
- 2023年（令和15年）3月31日 - 閉校[3]

## 学科
- 看護専門課程 看護学科（3年課程、80名）[4]

## 卒業後の資格
- 専門士（看護専門課程）の称号[5]
- 看護師 国家試験受験資格[4]
- 保健師・助産師・養護教諭養成学校受験資格[4]
- 四年制大学編入学受験資格

## 交通アクセス
- 南海高野線「千代田駅」より徒歩10分[6]
- 近鉄長野線「汐ノ宮駅」より徒歩15分[6]